# Encoder incrementale
Un encoder incrementale è un dispositivo di controllo elettromeccanico lineare o rotativo che ha due segnali di output {\displaystyle A} e {\displaystyle B}, che emettono degli impulsi quando il dispositivo viene spostato. Insieme, i segnali  di output {\displaystyle A} e {\displaystyle B} indicano sia il verificarsi del movimento che la direzione (di tipo rotatoria o trasversale, a seconda del tipo di encoder). Molti encoder incrementali hanno un segnale di uscita aggiuntivo, tipicamente indicato con indice {\displaystyle Z}, che indica che l'encoder si trova in una particolare posizione di riferimento. Inoltre alcuni encoder forniscono un'uscita di stato (normalmente designato come allarme) che indica delle condizioni di guasto interno, come un guasto del cuscinetto, o un malfunzionamento del sensore. A differenza di un encoder assoluto, un'incrementale non indica la posizione assoluta, riporta solo i cambiamenti di posizione e, per ogni cambio di posizione riportato, la direzione del movimento. Di conseguenza, per determinare la posizione assoluta in un determinato momento, è necessario inviare i segnali dell'encoder a un'interfaccia dell'encoder incrementale, che a sua volta "traccia" e riporta la posizione assoluta dell'encoder. Gli encoder incrementali segnalano i cambiamenti di posizione quasi istantaneamente, il che consente loro di monitorare i movimenti dei meccanismi ad alta velocità quasi in tempo reale. Per questo motivo, gli encoder incrementali vengono comunemente utilizzati in applicazioni che richiedono misurazioni e controlli precisi di posizione e velocità.